# 埼玉医科大学総合医療センター
埼玉医科大学総合医療センター（さいたまいかだいがくそうごういりょうセンター）は、埼玉県川越市に所在する、埼玉医科大学付属の病院である。

## 概要
埼玉医科大学川越キャンパスにあり敷居内には埼玉医科大学附属総合医療センター看護専門学校を併設している。
公式な性別適合手術を日本で初めて行った病院（これ以前に非公式で行った病院は別である）で手術件数では日本一であったが、担当である原科孝雄教授の定年、スタッフの体調不良から、2007年（平成19年）4月末で性別適合手術を中止した。だが2009年（平成21年）12月に行われたFtMの性別適合手術から部分再開され、2010年（平成22年）10月中旬に新たなスタッフの手によるMtFの性別適合手術が行われ、本格再開することになった。
1999年（平成11年）に全国で9番目に指定された高度救命救急センターである。
2016年（平成28年）1月23日に高度救命救急センターの新棟が完成し、3月1日より運用開始。
最終的には外傷センターの新設や日本最大規模の計40床のICU（集中治療室）と32床のHCU（高度治療室）、小児救命救急センターとして8床のPICU（小児集中治療室。将来対応を含めると16床）を有する施設となる。外傷センターは整形外科、外科、脳神経外科の３チーム編成であり、多発外傷患者を県内全域から受け入れている。特に外傷センター整形外科チームでは、外傷性脊髄損傷患者を対象に超急性期手術を行っている。受傷直後であれば、完全麻痺でも手術により改善可能性があるため、広域搬送の受入も行っている。
県のドクターヘリの基地病院でもあり、2005年8月1日より埼玉県防災航空隊の消防防災ヘリコプターによるドクターヘリ運用を始め、2007年10月26日からドクターヘリ専用機が配備され正式に運航が始まった。
埼玉県特別機動援助隊（埼玉SMART）と災害派遣医療チーム（DMAT）に登録している。

## 診療科

### 内科
- 消化器・肝臓内科
- 内分泌・糖尿病内科
- 血液内科
- リウマチ・膠原病内科
- 心臓内科
- 呼吸器内科
- 腎・高血圧内科
- 神経内科
- 小児科
- メンタルクリニック

### 外科
- 消化管外科・一般外科
- 肝胆膵外科・小児外科
- 呼吸器外科
- 心臓血管外科
- 血管外科
- 乳腺・内分泌外科
- 脳神経外科
- 整形外科
- 形成外科・美容外科
- 皮膚科
- 泌尿器科
- 耳鼻咽喉科
- 眼科
- 産婦人科
- 歯科・口腔外科

### その他
- 医療安全対策室
- 人工腎臓部
- 画像診断科・核医学科
- 放射線腫瘍科
- 健康管理科（人間ドック）
- 輸血・細胞治療部
- 麻酔科
- リハビリテーション科
- 救急科(ER）
- 高度救命救急センター
  - 外傷センター　全身に及ぶ多発外傷に対して、救命と機能維持の両者を視野に入れて、緊急度と重症度を指標に集中治療と外科的治療（手術）を行っている。特に脊髄損傷は、完全麻痺の場合でも、二次損傷を防ぐための緊急除圧固定手術により麻痺の回復可能性がある[3]。受傷後６時間以内に手術開始可能な症例であれば、県内全域のみならず搬送手段があれば広域からの受け入れも可能である。四肢麻痺を伴う頚髄損傷に対する手術件数だけで毎年150例程度に上っている。
- 総合周産期母子医療センター
  - 母体・胎児部門
  - 新生児部門
  - 小児循環器科

## 医療機関の指定・認定
(下表の出典）
| 保険医療機関                           | 労災保険指定医療機関                                     | 指定自立支援医療機関（更生医療）               |
| 指定自立支援医療機関（育成医療）       | 指定自立支援医療機関（精神通院医療）                     | 身体障害者福祉法指定医の配置されている医療機関 |
| 精神保健指定医の配置されている医療機関 | 生活保護法指定医療機関                                   | 結核指定医療機関                               |
| 指定小児慢性特定疾病医療機関           | 難病の患者に対する医療等に関する法律に基づく指定医療機関 | 戦傷病者特別援護法指定医療機関                 |
| 原子爆弾被害者一般疾病医療機関         | 公害医療機関                                             | 母体保護法指定医の配置されている医療機関       |
| 地域医療支援病院                       | 災害拠点病院（基幹）                                     | 小児救急医療拠点病院                           |
| 救命救急センター                       | 臨床研修病院                                             | 特定行為研修指定研修機関                       |
| 臨床修練病院等                         | がん診療連携拠点病院（国指定、高度型）                   | 特定疾患治療研究事業委託医療機関               |
| DPC対象病院                            | 総合周産期母子医療センター                               |                                                |

- がんゲノム医療連携病院[7]
- 公益財団法人日本医療機能評価機構認定病院[8]
- このほか、各種法令による指定・認定病院であるとともに、各学会の認定施設でもある。

## 交通アクセス
- JR川越線・東武東上線川越駅から東武バス川越06系統上尾駅西口行などで、「埼玉医大総合医療センター」下車
- 西武新宿線本川越駅から上記バス利用
- JR高崎線上尾駅西口から東武バス川越06系統川越駅行などで、「埼玉医大総合医療センター」下車
- JR川越線南古谷駅から川越シャトル40・41系統で「埼玉医大」下車
- 東武東上線新河岸駅から川越シャトル41系統で「埼玉医大」下車

## 埼玉医科大学の系列施設
- 埼玉医科大学病院（965床）
- 埼玉医科大学国際医療センター（600床）

#### 広報資料・プレスリリースなど一次資料
1. ↑  新病棟始動